# 피라미데역
피라미데역(이탈리아어: Piramide)은 로마 지하철 B선의 역이다. 1955년 2월 10일에 영업을 시작했다. 오스티엔세 구의 산 파올로 문 바로 바깥쪽에 있는 오스티엔세 광장 (Piazzale Ostiense)에 위치해 있다. 케스티우스의 피라미드가 역과 인접해 있어서 역명의 유래가 되었다. 역 내의 중앙 홀에는 엔리코 카스텔라니 (이탈리아), 베벌리 페퍼 (미국)가 만든 아르트메트로 로마 상을 탄 모자이크로 장식되어 있다. 또한 이 역에는 에스컬레이터가 있다.

## 환승

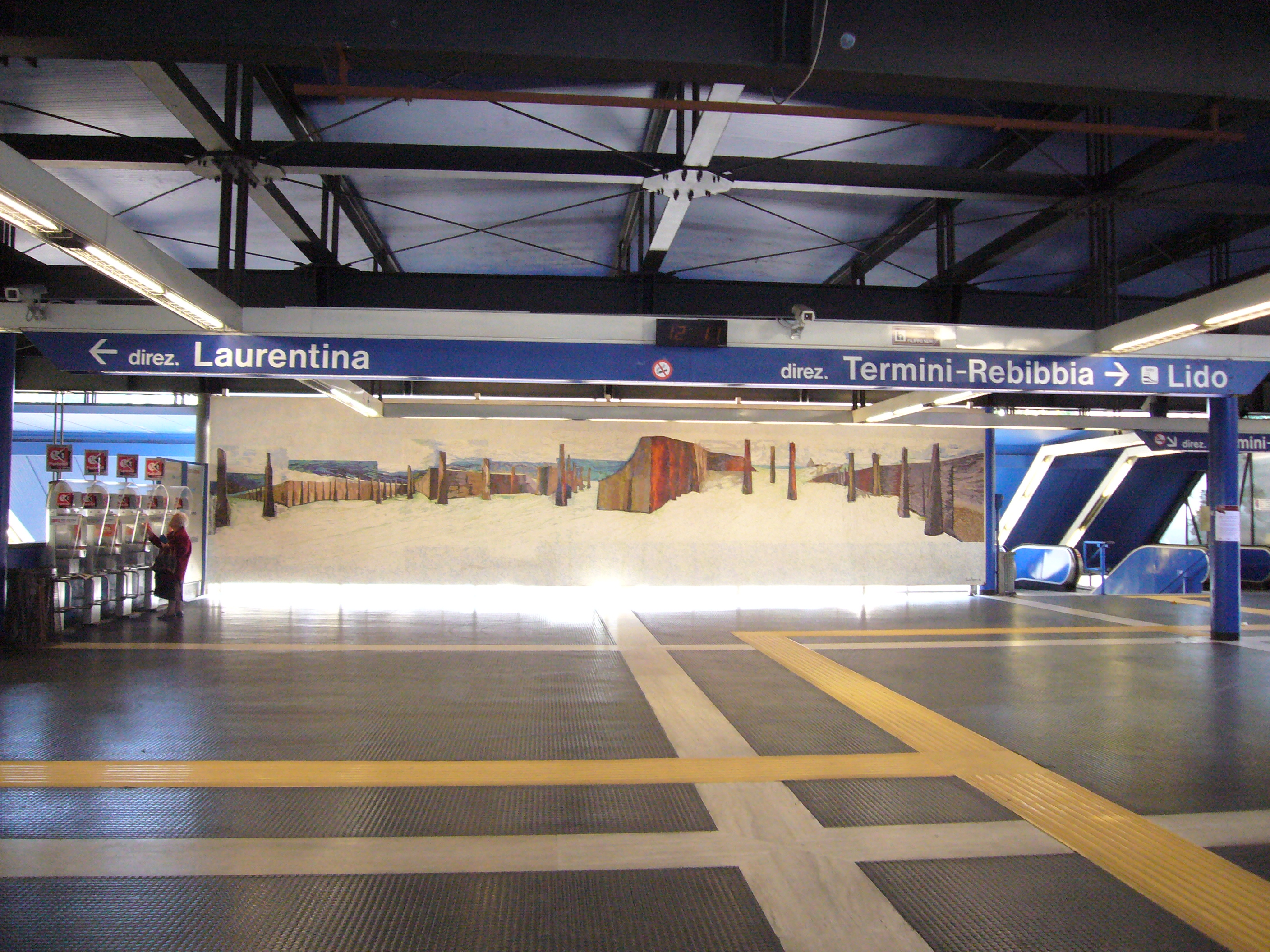
베벌리 페퍼가 만든 모자이크

지하철역은 로마-리도 선의 로마 포르타 산 파올로 철도역과 나란히 붙어있다. 로마 오스티엔세 철도역과 지하도를 통해 연결되며, 이 역에서 FR1, FR3, FR5 본선이 지나간다.

## 시설
- 장애인 전용 승차시설
- 파크 앤드 라이드 시설
- 매표기
- 에스컬레이터
- 엘레베이터
- 역 감시카메라 (CCTV)
- 예배당

## 역 근처
- 유럽자동차공업협회 (ACEA)
- 로마 오스티엔세 철도역
- 비아 마르모라타 우체국 (via Marmorata post office)

### 도로
- 마르모라타 가 (Via Marmorata, 수블리초 다리 및 트라스테베레 방면)
- 아벤티노 대로 (Viale Aventino, 치르코 마시모 방면)
- 마르코 폴로 가 (Via Marco Polo, 크리스토포로 콜롬보 가-EUR 지구 및 칠리치아 가-아피오 라티노 방면)
- 오스티엔세 가 (산 파올로 푸오리 레 무라 대성당 방면)

### 리오네와 지역구
- 테스타초 리오네
- 리파 리오네와 아벤티노 리오네
- 산사바 리오네

### 기념물과 성당
- 케스티우스의 피라미드
- 산 파올로 문
- 신도교 묘지
- 테스타초 산
- 캄포 테스타초
- 첸트랄레 몬테마르티니 (Centrale Montemartini)
- 무세오 페로비아리오 디 포르타 산 파올로 (Museo ferroviario di Porta San Paolo)
- 산타 마리아 리베라트리체 성당 (Santa Maria Liberatrice)
- 산타 사비나 교회
- 산 사바 교회

## 갤러리

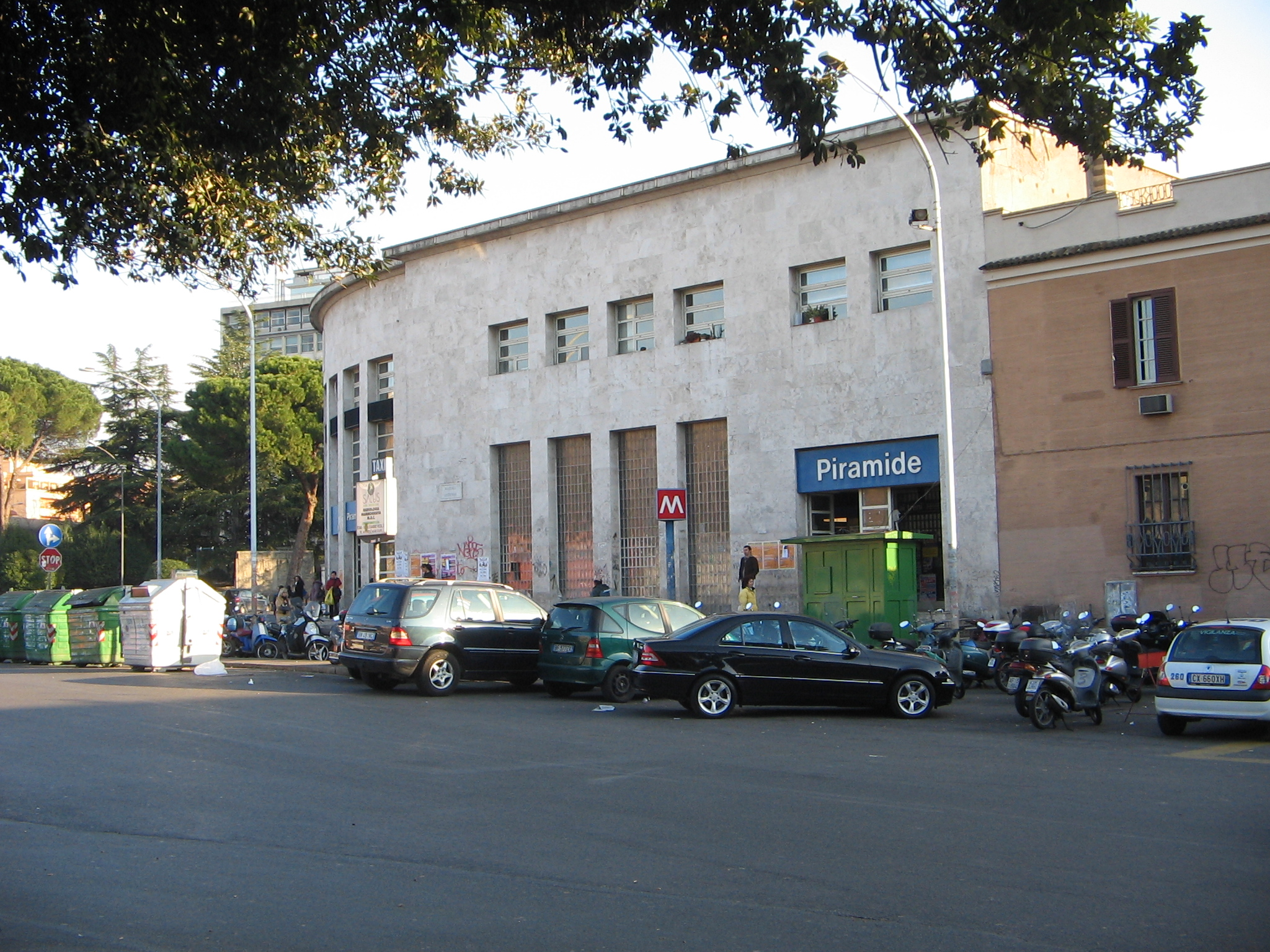
광장
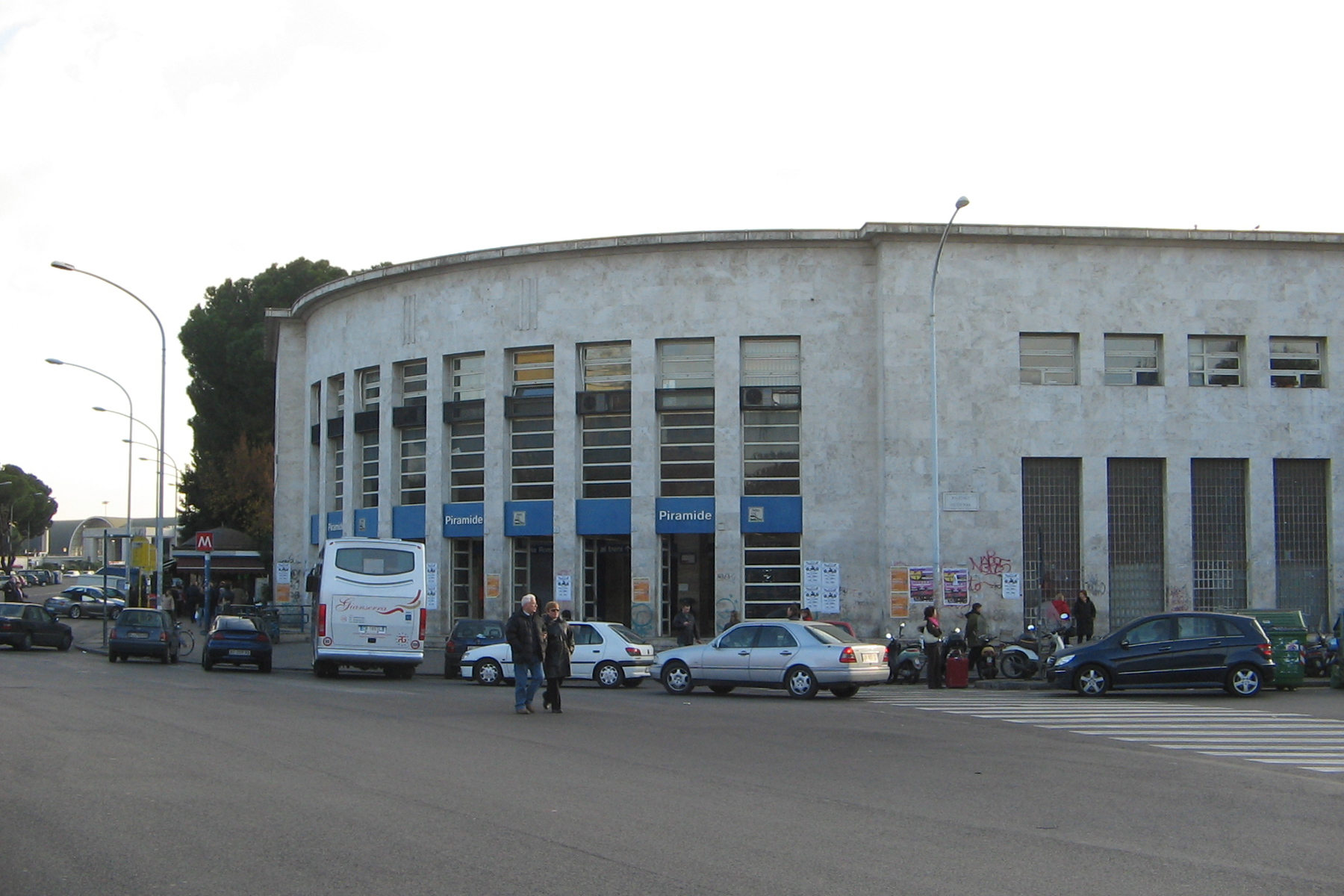
정면